# Közegellenállás
A folyadékban vagy gázban mozgó testre erő hat. Ezt az erőt két komponensre szokás bontani, a mozgás irányába eső, azt akadályozó, illetve erre merőleges komponensre. A mozgás irányába eső erő a közegellenállás, a rá merőleges erő neve felhajtóerő. A test haladása érdekében kifejtett erő megegyezik a közegnek a testre kifejtett erejével. Ez utóbbit nevezzük hidrodinamikai ellenállásnak, légellenállásnak vagy közegellenállásnak. Ez több tényezőtől függ.
A test felületén létrejön a súrlódási vagy felületi ellenállás, mely kis sebességnél szinte egyedül jelenti az ellenállást. Értéke a Stokes-törvény szerint:
{\displaystyle F_{s}=k\eta v\ (N)\,},
ahol k a test alakjától, méretétől függő tényező, η a viszkozitás (Ns/m²), v relatív sebesség (m/s).
A közegellenállás másik összetevője az áramlás test előtti lassulásából (nyomásnövekedés) ill. mögötte örvényléséből (nyomáscsökkenés) keletkezik, a Bernoulli törvénye szerint. Értéke:
{\displaystyle F_{v}={\frac {1}{2}}C\rho Av^{2}\ (N)\,},
ahol C a test alakjától függő alak-ellenállási tényező, ρ a sűrűség (vízre ~1000 kg/m³), A a mozgásra merőleges felület (m²), v (m/s) pedig a relatív sebesség. C értékei áramlástani szakkönyvekből vehetők.
Az ügyesen kialakított külső formával sok üzemanyagot meg lehet takarítani, így például a járművek több utat tehetnek meg egy tankolással, és csúcssebességüket is hamarabb érik el.
Szokás még ezt a képletet az {\displaystyle {\frac {1}{2}}C=k_{1}} jelölést felhasználva, a sebesség irányát is kifejező vektorral így is írni:
{\displaystyle F_{ke}=-k_{1}\rho A\left|v\right|v\,}
Ha a test aszimmetrikus vagy szimmetriatengelye nem esik az áramlás irányába, akkor a létrejövő erőnek az áramlásra merőleges komponense is van, ez a dinamikai felhajtóerő.
Ha a test nem egy homogén közegben van, hanem egy közeg felületén halad (pl. úszó hajó), akkor más erők is fellépnek. Ilyen a hullámellenállás.
A hullámellenállás növekvő Froude-számmal (Fr) nő, és nagyobb sebességnél a sebesség ötödik hatványával arányos tagok is jelentősek lehetnek a képletben, de normál esetben egy hajó a sebesség 3,5-edik hatványával arányos ellenállást kelthet. 
A Froude-szám: {\displaystyle F_{r}={\frac {v}{\sqrt {gL}}}\,},	ahol L (m) a hajó hossza, v(m/s) hajó sebessége, g nehézségi gyorsulás (m/s²).
Felszínen haladó tárgy közegellenállása függ a csatorna mélységétől is, melyben a test mozog, létezik egy kritikus vkr sebesség, melyet, ha túl tud lépni, az ellenállás csökken. 
(A hajóhosszal számolt Fr=0,4 alapján általában az egytestű, lapos aljú hajók pl. szörf siklási sebessége határozható meg.)
A csatornában fellépő kritikus sebesség: {\displaystyle v_{kr}={\sqrt {gh}}\,} ,  ahol g (m/s²) a nehézségi gyorsulás, h (m) a csatorna mélysége.
Ha a test egy másik közegbe lép át, szintén más közegellenállás keletkezik. Az ehhez tartozó ellenállási tényező a Cs, az úgynevezett belépési tényező. A létrejövő erő:
{\displaystyle F={\frac {1}{2}}C_{s}\rho v^{2}\,}, hasonlóan az alaki ellenálláshoz.
A Cs tényező értékei alakfüggőek, vízbe lépő testre például általában kb. Cs=5, egy rövid szakaszon gyorsan csökken, és a bemerülő függőleges méret 3-szorosának megfelelő mélységig gyakorlatilag a hatása megszűnik (például egy vízbe ugró úszó a rajt után a víz alatt jobban halad).